# 孟歸仁
孟歸仁（1580年2月4日—1656年），和名今歸仁親方宗能，琉球國第二尚氏王朝政治家、三司官。
孟歸仁童名思德，生於萬曆八年庚辰正月二十日（1580年2月4日），他是孟揚清（大里親方宗森）的五代孫。天啟三年（1623年），毛鳳朝（讀谷山親方盛韶）致仕後，孟歸仁被任命為三司官。天啟四年（1624年），尚豐王的生母一鏡病逝，尚豐王派和尚為之祈求冥福，命三司官金應照（具志頭親方安之）、向鶴齡（國頭親方朝致）、孟歸仁豎立石碑以紀念其事。這面石碑名為「本覺山碑」，碑文由圓覺寺住持藍玉宗田撰寫，至今仍豎立在那霸市首里山川町。在本覺山碑文中，孟歸仁被稱為「今歸仁思德」。
天啟六年（1626年），作為年頭使，前往薩摩藩慶祝新年。崇禎二年（1629年）辭職。順治十三年（1656年）卒，壽七十七。
孟歸仁娶馬良弼（名護親方良豐）的次女真加戶樽為妻。馬良弼的獨子馬秀（與那灞親雲上良寧）先於父親去世，孟歸仁之子馬繼盛（名護親方良益）被過繼給馬良弼，後來馬繼盛成為馬氏小祿殿內的第四代當主。順治六年（1649年），馬繼盛於前往薩摩藩途中在海上失蹤，無嗣，孟歸仁的另一子馬繼宗（許田親方良紀）成為馬繼盛的猶子，繼任馬氏小祿殿內第五代當主。